# 魏氏蝰
魏氏蝰（學名：Montivipera wagneri）又名魏氏山丘蝰、魏氏山蝰，俗名鄂圖曼蝰蛇，是分佈在土耳其東部及伊朗西北部的毒蛇。其下並沒有亞種。

## 特徵

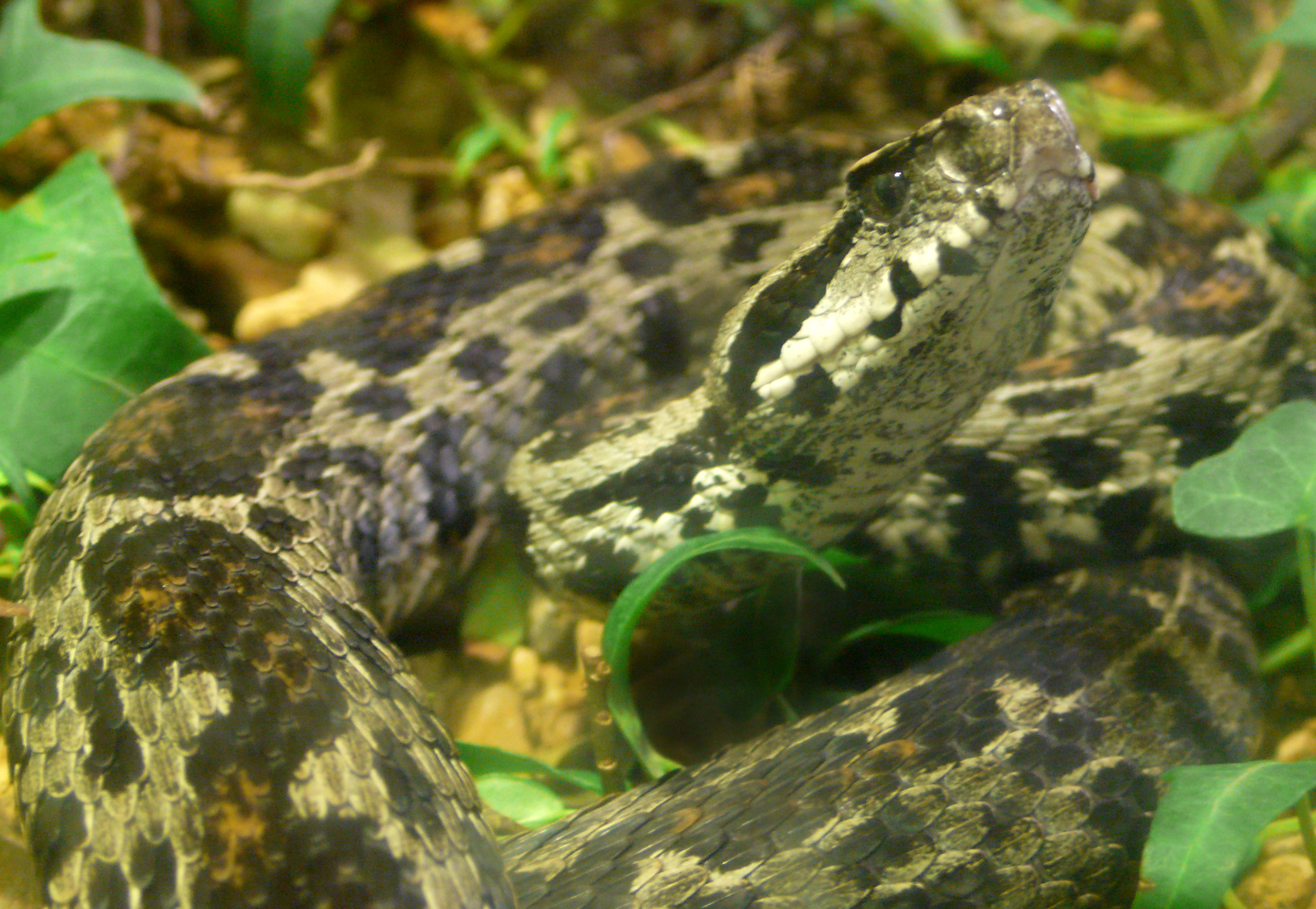
魏氏蝰的頭部。

魏氏蝰可以長達70-95厘米。 牠們的頭部相對較長及大，吻圓及有起角的鱗片。吻的鱗片接連有2-3塊舌上鱗片。眼睛上有大塊的鱗片，周圍有12-15塊鱗片。頭頂上有6-7塊眼間鱗片。牠們一般有12-13塊下唇鱗片及9塊上唇鱗片。上唇與眼睛間約有1-2行鱗片。鼻孔在一塊鱗片上。 身體中央有23行鱗片，前腹有2-3塊，腹部有161-170塊，尾下有23-31塊鱗片。肛門蓋是單一塊鱗片。
魏氏蝰呈灰色，有間中相連的大斑點。這些大斑點呈黃褐色或橙色，邊緣黑色，約有4-8.5塊鱗片闊。頭頂一般有兩個拉長的大斑點，形成一個V形。由眼角至口角有一條深色斑紋。

## 分佈及棲息地
魏氏蝰分佈在土耳其東部及鄰近的伊朗西北部。與岩蝰（Montivipera raddei）有重疊， 牠們喜歡棲息在海拔1600-1900米的岩石及草原。

## 保育狀況
魏氏蝰被世界自然保護聯盟列為極危，且受到《瀕危野生動植物種國際貿易公約》附錄二的保護。

## 外部連結
- TIGR Reptile Database上的Montivipera wagneri